# Mallika Sherawat
Reema Lamba (nascuda el 24 d'octubre de 1976), més coneguda com Mallika Sherawat, és una actriu índia que treballa principalment en pel·lícules en hindi. Coneguda per la seva actitud a la pantalla en pel·lícules com Khwahish (2003) i Murder (2004), Sherawat s'ha establert com una de les celebritats més populars de Bollywood. Va aparèixer a la reeixida comèdia romàntica Pyaar Ke Side Effects (2006) que li va valer l'aclamació de la crítica. Des d'aleshores, ha aparegut en èxits com Aap Ka Suroor, Welcome (tots dos del 2007), el seu major èxit comercial fins ara, i Double Dhamaal (2011). És una de les poques estrelles de Bollywood que va passar a Hollywood, amb pel·lícules com Hisss (2010) i Politics of Love (2011).

## Filmografia

### Films
| Any  | Film                                | Rol                             |
| ---- | ----------------------------------- | ------------------------------- |
| 2002 | Jeena Sirf Merre Liye               | Seema                           |
| 2003 | Khwahish                            | Lekha Khorzuvekar               |
| 2004 | Kis Kis Ki Kismat                   | Meena Madhok                    |
| 2004 | Murder                              | Simran Saigal                   |
| 2005 | Bachke Rehna Re Baba                | Padmini a.k.a. Paddu/Alka/Meera |
| 2005 | The Myth                            | Samantha                        |
| 2006 | Pyaar Ke Side Effects               | Trisha Mallick                  |
| 2006 | Shaadi Se Pehle                     | Sania                           |
| 2006 | Darna Zaroori Hai                   | Riya                            |
| 2007 | Guru                                | Champa                          |
| 2007 | Aap Ka Suroor - The Real Love Story | Ruby James                      |
| 2007 | Ee Preethi Yeke Bhoomi Melide       |                                 |
| 2007 | Welcome                             | Ishika                          |
| 2008 | Dasavathaaram                       | Jasmine                         |
| 2008 | Ugly Aur Pagli                      | Kuhumini                        |
| 2008 | Maan Gaye Mughal-e-Azam             | Shabnam                         |
| 2010 | Hisss                               | Naagin                          |
| 2011 | Thank You                           | Razia                           |
| 2011 | Bin Bulaye Baraati                  | Shalu                           |
| 2011 | Double Dhamaal                      | Kamini Nayak                    |
| 2011 | Politics of Love                    | Aretha Gupta                    |
| 2011 | Osthe                               | Mallika                         |
| 2012 | Tezz                                | Laila                           |
| 2012 | Kismat Love Paisa Dilli             | Lovina                          |
| 2015 | Dirty Politics                      | Anokhi Devi                     |
| 2016 | Time Raiders                        | Snake Empress                   |
| 2017 | Zeenat                              | Ananta                          |
| 2018 | The Story                           | Self                            |
| 2019 | Booo Sabki Phategi                  | Hassena, the walking ghost      |
| 2022 | RK/RKay                             | Gulabo/Neha                     |